# Direcció general de Costos de Personal i Pensions Públiques
La Direcció general de Costos de Personal i Pensions Públiques és un òrgan de gestió del Ministeri d'Hisenda d'Espanya depenent de la Secretaria d'Estat de Pressupostos i Despeses encarregada de les competències en matèria de costos derivats de mesures relatives a les retribucions actives i passives del personal al servei del sector públic i de la dotació de llocs de treball als òrgans de l'Administració, la proposta de normativa i la gestió del sistema de classes passives de l'Estat i les relatives a les interrelacions entre els diferents sistemes de pensions públiques.
El Director General de Costos de Personal i Pensions Públiques és, des del 23 de gener de 2012, Juan José Herrera Campa.

## Funcions
Les seves funcions es regulen en l'Article 10 del Reial decret 769/2017, de 28 de juliol, i les seves funcions són:
- Les funcions normatives i les d'estudi, informe i control en matèria de retribucions, indemnitzacions i d'altres mesures de les quals poden derivar conseqüències econòmiques per al personal del sector públic.
- El disseny de les polítiques de costos de personal i dels criteris generals d'aplicació de les retribucions.
- L'anàlisi i quantificació dels costos de personal amb vista a l'elaboració del corresponent informe i proposta d'inclusió en els Pressupostos Generals de l'Estat.
- L'estudi de les estructures orgàniques de l'Administració de l'Estat, des del punt de vista de l'eficiència dels costos.
- L'examen de les propostes d'aprovació i modificació de les relacions i catàlegs de llocs de treball, així com l'estudi de les dotacions de llocs de treball de les estructures orgàniques de l'Administració de l'Estat.
- L'autorització de la massa salarial del personal laboral del sector públic estatal en els termes que estableixi la normativa pressupostària.
- L'elaboració dels informes previs preceptius sobre els acords, convenis, pactes o instruments similars que el seu contingut pugui generar efectes econòmics sobre els costos de personal, així com els relatius a la determinació i modificació de les condicions retributives del personal laboral i no funcionari, quan les normes pressupostàries ho estableixin.
- L'exercici de les funcions en matèria d'autorització de convenis i acords que li atorgui la normativa en l'àmbit de la Comissió Interministerial de Retribucions i de la Comissió de Seguiment de la Negociació Col·lectiva de les Empreses Públiques.
- L'autorització de la contractació del personal laboral, tant amb caràcter fix com a temporal, així com el nomenament de funcionaris interins, en l'àmbit del sector públic estatal, quan així ho tingui atribuït.
- La gestió del registre de personal directiu del sector públic estatal.
- El reconeixement, gestió i proposta dels pagaments de les pensions del Règim de Classes Passives de l'Estat, de les previstes en la legislació especial derivada de la guerra civil, i d'aquelles altres prestacions, indemnitzacions, ajudes i bestretes la competència de les quals tingui atribuïda, així com les funcions d'informació i atenció al públic.
- L'anàlisi, programació, quantificació, i seguiment dels crèdits continguts en la Secció 7 del Pressupost de Despeses de l'Estat, així com d'aquells altres que tingui assignats en matèria de prestacions socials.
- L'estudi, informe i, si escau, proposta de les normes pressupostàries que regulen les despeses de personal així com els sistemes de pensions qualificats com a públics, a l'efecte de la seva coherència i compatibilitat i la proposta de la normativa que regula el sistema de classes passives i pensions especials.
- La tramitació, proposta i, si escau, resolució de les reclamacions i recursos interposats contra aquells actes que en matèria de pensions, ajudes o indemnitzacions, siguin de la seva competència.
- L'elaboració de l'informe i presentació de la proposta de determinació de retribucions d'alts càrrecs, així com de classificació d'entitats del sector públic estatal al Ministre d'Hisenda, d'acord amb la seva normativa específica.

## Estructura
De la Direcció general depenen els següents òrgans directius:
- Subdirecció General d'Estudis de Costos i Anàlisis de Retribucions.
- Subdirecció General de Gestió de Retribucions i Llocs de treball.
- Subdirecció General de Gestió de Classes Passives.
- Subdirecció General d'Ordenació Normativa i Recursos.

## Directors generals de Costos de Personal
- Juan José Herrera Campa (2012-)
- José Antonio Benedicto Iruiñ (2009-2012)
- Carmen Román Riechmann (2006-2009)
- José Antonio Godé Sánchez (2002-2006)
- José Luis Blanco Sevilla (1994-2002)
- Luis Herrero Juan (1991-1994)
- Elena Salgado Méndez (1987-1991)